# 허훈 (독립운동가)
허훈(許薰, 1836년 4월 14일 ~ 1907년 8월 23일)은 한국의 독립운동가이다. 1990년에 건국훈장 애국장이 추서되었다.
구미 선산 임은동 출신으로 임은허씨의 종손이다.
서애 류성룡과 한강 정구의 학맥을 이어받아 정통성리학과 실학을 계승한 대학자로서 도산서원, 병산서원 원장을 지내기도 하였다.
왕산 허위의 맏형으로 토지 60만평을 팔아 두 아우에게 의병군자금으로 내놓았다.
1896년 을미년 이후 안동의 의병장 권세연의 권유로 청송에서 의병을 일으켜 청송의진을 결성하였다.

## 가족 관계
- 증조부 : 허돈(許暾, 1753 ~ 1815)
- 증조모 : 철성 이씨(鐵城李氏)
- 양조부 : 허임(許恁, 1782 ~ 1885)
- 양조모 : 풍산 류씨, 옥산 장씨
- 양부 : 허정(許柾, 1814 ~ 1890)
- 양모 : 여강 이씨(驪江李氏)
- 생부 : 허조(許祚, 1817 ~ 1881)
- 생모 : 진성 이씨(眞城李氏)
  - 아내 : 연안 이씨(延安李氏), 이봉기(李鳳基)의 딸
    - 장남 : 허숙(許肅)
    - 자부 : 성산 이씨(星山李氏), 한주(寒洲) 이진상(李震相)의 딸
      - 손자 : 허종(許鍾, 1883 ~ 1949), 독립운동가
      - 손부 : 이녕발
        - 증손 : 허흡(許洽, 1904 ~ 1981), 대구시장

      - 손자 : 허진(許鎭)

    - 차남 : 허용(許墉)
    - 삼남 : 허병(許秉)

## 참고 문헌
- 허훈 - 두산세계대백과사전